# Mickey Mouse Mixed-Up Adventures
Mickey Mouse Mixed-Up Adventures (Brasil: Mickey Mouse: Mix de Aventuras / Portugal: Mickey Mouse: Vamos à Aventura!), anteriormente conhecido como Mickey and the Roadster Racers (Brasil: Mickey: Aventuras sobre Rodas / Portugal: Mickey e os Superpilotos) é uma série de desenho animado estadunidense produzido pela Disney Television Animation. A série é o sucessor de A Casa do Mickey Mouse. Ele exibido em Disney Junior nos Estados Unidos em 15 de janeiro de 2017, e em 8 de maio de 2017 no Brasil. Em Portugal, a série estreou em 4 de março.

## Episódios

### 1ª Temporada: Mickey - Aventuras sobre Rodas/Mickey e os Superpilotos (2017-2018)
| #   | Títulos | Dirigido por    | Escrito por                            | Estreias                                                    | Código de produção | Audiência (em milhões) |
| --- | --- | --------------- | -------------------------------------- | ----------------------------------------------------------- | ------------------ | ---------------------- |
| 1a  | "Mickey em Roda Livre! (PT) O Pneu Fujão do Mickey! (BR)" Mickey's Wild Tire!"                                  | Phil Weinstein  | Brian Swenlin                          | 15 de janeiro de 2017 4 de março de 2017 8 de maio de 2017  | 101                | 2.03                   |
| 1b  | "Gato em Fuga (PT) Babá de Gatinha (BR)" Sittin' Kitty"                                                         | Broni Likomanov | Thomas Hart                            | 15 de janeiro de 2017 4 de março de 2017 8 de maio de 2017  | 101                | 2.03                   |
| 2a  | "Gasolina Pateta! (PT) Gasolina do Pateta! (BR)" Goofy Gas!"                                                    | Broni Likomanov | Mark Seidenberg                        | 15 de janeiro de 2017 9 de maio de 2017                     | 102                | 1.98                   |
| 2b  | "Pequeno Grande Macacão (PT) O Pequeno Gorilão (BR)" Little Big Ape"                                            | Broni Likomanov | Jennifer Muro                          | 15 de janeiro de 2017 9 de maio de 2017                     | 102                | 1.98                   |
| 3a  | "A Corrida do Laço Rigatoni! (PT) A Corrida pelo Troféu Rigatoni! (BR)" Race for the Rigatoni Ribbon!"          | Phil Weinstein  | Mark Seidenberg                        | 16 de janeiro de 2017 4 de março de 2017 10 de maio de 2017 | 103                | 1.85                   |
| 3b  | "Passeando por Roma (PT) Perambulando por Roma (BR)" Roaming Around Rome"                                       | Phil Weinstein  | Mark Drop                              | 16 de janeiro de 2017 4 de março de 2017 10 de maio de 2017 | 103                | 1.85                   |
| 4a  | "Agente Zero Zero Pateta (PT) O Agente 0-0 Pateta (BR)" Agent Double-O-Goof"                                    | Broni Likomanov | Mark Drop                              | 16 de janeiro de 2017 5 de abril de 2017 11 de maio de 2017 | 105                | 1.81                   |
| 4b  | "O Desespero do Ovo! (PT) Des-Ovos-Perador (BR)" Egg-xasperating!"                                              | Phil Weinstein  | Kim Duran                              | 16 de janeiro de 2017 5 de abril de 2017 11 de maio de 2017 | 105                | 1.81                   |
| 5a  | "O Dia "Perfecto" do Mickey! (PT) O Dia Perfecto do Mickey! (BR)" Mickey's Perfecto Day!"                       | Broni Likomanov | Ashley Mendoza                         | 20 de janeiro de 2017 12 de maio de 2017                    | 104                | 0.88                   |
| 5b  | "As Corridas Corredoras! (PT) A Corrida das Máquinas (BR)" Running of the Roadsters!"                           | Phil Weinstein  | Mark Drop                              | 20 de janeiro de 2017 12 de maio de 2017                    | 104                | 0.88                   |
| 6a  | "O Grande Rali Wiki Wiki (PT) É a Hora Wiki-Wiki (BR)" It's Wiki Wiki Time"                                     | Broni Likomanov | Don Gillies                            | 27 de janeiro de 2017 15 de maio de 2017                    | 106                | 1.19                   |
| 6b  | "Ajudantes Felizes Hula! (PT) SOS-Hula-Amigos (BR)" Happy Hula Helpers!"                                        | Phil Weinstein  | Kim Duran                              | 27 de janeiro de 2017 15 de maio de 2017                    | 106                | 1.19                   |
| 7a  | "O Roubo Real (PT) / (BR)" Ye Olde Royal Heist"                                                                 | Phil Weinstein  | Brian Swenlin                          | 3 de fevereiro de 2017 16 de maio de 2017                   | 107                | 0.92                   |
| 7b  | "Sarilhos à Hora do Chá (PT) Problema na Hora do Chá (BR)" Tea Time Trouble!"                                   | Broni Likomanov | Jennifer Muro e Thomas Hart            | 3 de fevereiro de 2017 16 de maio de 2017                   | 107                | 0.92                   |
| 8a  | "Abra-Pateta (PT) Abra-Pateta! (BR)" Abra-ka-Goof!"                                                             | Broni Likomanov | Don Gillies                            | 10 de fevereiro de 2017 17 de maio de 2017                  | 108                | 0.99                   |
| 8b  | "Parabéns Ajudantes (PT) Feliz Aniversário, SOS Amigos (BR)" Happy Birthday Helpers!"                           | Phil Weinstein  | Kim Duran                              | 10 de fevereiro de 2017 17 de maio de 2017                  | 108                | 0.99                   |
| 9a  | "Guru Pateta (PT) Pateta Guru (BR)" Guru Goofy"                                                                 | Phil Weinstein  | Mark Drop                              | 24 de fevereiro de 2017 18 de maio de 2017                  | 109                | 1.24                   |
| 9b  | "Um Soninho nada Descansado! (PT) Cama, Café e Cuidados (BR)" Bed, Breakfast and Bungled!"                      | Phil Weinstein  | Kim Duran                              | 24 de fevereiro de 2017 18 de maio de 2017                  | 109                | 1.24                   |
| 10a | "Vai Subir! (PT) Subindo! (BR)" Going Upppppppppp!"                                                             | Broni Likomanov | Brian Swenlin                          | 10 de março de 2017 19 de maio de 2017                      | 110                | 1.21                   |
| 10b | "Vamos à Pesca (PT) Indo Pescar (BR)" Gone Fishin'!"                                                            | Broni Likomanov | Kim Duran & Mark Drop                  | 10 de março de 2017 19 de maio de 2017                      | 110                | 1.21                   |
| 11a | "O Amuleto da Sorte (PT) O Amuleto do Pateta (BR)" Goof Luck Charm"                                             | Phil Weinstein  | Sherri Stoner & Kim Duran              | 24 de março de 2017 25 de junho de 2017                     | 111                | 1.19                   |
| 11b | "A Partida de Golfe (PT) Desengolfadas (BR)" Teed Off!"                                                         | Broni Likomanov | Don Gillies                            | 24 de março de 2017 25 de junho de 2017                     | 111                | 1.19                   |
| 12a | "A Corrida Impossível (PT) / (BR)" The Impossible Race"                                                         | Phil Weinstein  | Don Gillies                            | 14 de abril de 2017 25 de junho de 2017                     | 112                | 1.51                   |
| 12b | "O Cruzeiro das Ajudantes Felizes (PT) O Cruzeiro Mais Feliz da SOS Amigos (BR)" The Happiest Helpers Cruise!"  | Broni Likomanov | Kim Duran                              | 14 de abril de 2017 25 de junho de 2017                     | 112                | 1.51                   |
| 13a | "Pateta Inteligente (PT) Pateta Esperto (BR)" Smarty Goof"                                                      | Broni Likomanov | Sherri Stoner e Mark Drop              | 12 de maio de 2017 18 de setembro de 2017                   | 113                | 1.99                   |
| 13b | "As Amas Ajudantes! (PT) Aventuras sendo Babá do Buddy (BR)" Adventures in Buddysitting!"                       | Phil Weinstein  | Kim Duran                              | 12 de maio de 2017 18 de setembro de 2017                   | 113                | 1.99                   |
| 14a | "O Destemido Pateta (PT) Pateta Valentão (BR)" Daredevil Goofy!"                                                | Phil Weinstein  | Don Gillies & Brian Swenlin            | 16 de junho de 2017 19 de setembro de 2017                  | 114                | 1.43                   |
| 14b | "A Grande Emissão! (PT) A Grande Transmissão ao Vivo (BR)" The Big Broadcast"                                   | Broni Likomanov | Mark Drop                              | 16 de junho de 2017 19 de setembro de 2017                  | 114                | 1.43                   |
| 15a | "Alto e Para o Heist! (PT) Detenham o Furto! (BR)" Stop That Heist!"                                            | Phil Weinstein  | Mark Drop                              | 14 de julho de 2017 20 de setembro de 2017                  | 115                | 1.09                   |
| 15b | "Luzes, Câmara, Socorro! (PT) Luzes, Câmera, Ajuda! (BR)" Lights, Camera, HELP!"                                | Broni Likomanov | Don Gillies & Sherri Stoner            | 14 de julho de 2017 20 de setembro de 2017                  | 115                | 1.09                   |
| 16a | "Rato Contra Máquina (PT) Camundongo vs. Máquina (BR)" Mouse Vs Machine!"                                       | Phil Weinstein  | Brian Swenlin & Mark Seidenberg        | 28 de julho de 2017 22 de setembro de 2017                  | 116                | 1.13                   |
| 16b | "O Dia em Cheio do Avô Beagle (PT) Dia ao Ar Livre do Vovô Beagle (BR)" Grandpa Beagle's Day Out"               | Broni Likomanov | Mark Drop & Kim Duran                  | 28 de julho de 2017 22 de setembro de 2017                  | 116                | 1.13                   |
| 17a | "A Oficina do Donald (PT) / (BR)" Donald's Garage"                                                              | Broni Likomanov | Don Gillies                            | 11 de agosto de 2017 21 de setembro de 2017                 | 117                | 1.14                   |
| 17b | "Ajudantes Artísticas (PT) SOS Artístico (BR)" Artful Helpers"                                                  | Broni Likomanov | Brian Swenlin & Thomas Hart            | 11 de agosto de 2017 21 de setembro de 2017                 | 117                | 1.14                   |
| 18a | "Preparar, apontar... Vai Pluto! (PT) Preparar, Mascote, Vai Pluto! (BR)" Ready, Get Pet... Go Pluto!"          | Phil Weinstein  | Mark Drop                              | 25 de agosto de 2017 18 de novembro de 2017                 | 118                | 0.86                   |
| 18b | "O Novo Amigo do Figaro! (PT) O Novo Amigo do Fígaro! (BR)" Figaro's New Friend!"                               | Broni Likomanov | Kim Duran e Mark Drop                  | 25 de agosto de 2017 18 de novembro de 2017                 | 118                | 0.86                   |
| 19a | "Sozinho na Oficina (PT) / (BR)" Garage Alone"                                                                  | Phil Weinstein  | Mark Drop                              | 15 de setembro de 2017 2 de abril de 2018                   | 119                | 0.73                   |
| 19b | "Ajudantes Felizes Campistas (PT) SOS Campestre (BR)" Camp Happy Helpers"                                       | Broni Likomanov | Kim Duran                              | 15 de setembro de 2017 2 de abril de 2018                   | 119                | 0.73                   |
| 20a | "O Bólide Assombrado (PT) A Máquina Assombrada (BR)" The Haunted Hot Rod"                                       | Phil Weinstein  | Mark Drop                              | 6 de outubro de 2017 31 de outubro de 2017                  | 120                | 0.96                   |
| 20b | "A Gala Fantasmagórica do Pete (PT) O Baile Fantasmagórico do Bafo (BR)" Pete's Ghostly Gala"                   | Broni Likomanov | Don Gillies                            | 6 de outubro de 2017 31 de outubro de 2017                  | 120                | 0.96                   |
| 21a | "A Oficina de Topo do Billy Beagle (PT) A Oficina de Ponta de Billy Beagle (BR)" Billy Beagle's Tip-Top Garage" | Phil Weinstein  | Mark Drop                              | 5 de novembro de 2017 3 de abril de 2018                    | 121                | 1.35                   |
| 21b | "O Resgate do Restaurante Diversão (PT) SOS Lanchonete (BR)" Diner Dog Rescue"                                  | Broni Likomanov | Don Gillies, Mark Drop & Jennifer Muro | 5 de novembro de 2017 3 de abril de 2018                    | 121                | 1.35                   |
| 22a | "Acelera e Vai (PT) Pit Stop e Vai! (BR)" Pit Stop and Go"                                                      | Phil Weinstein  | Don Gillies & Craig Carlisle           | 17 de novembro de 2017 18 de novembro de 2017               | 122                | 0.68                   |
| 22b | "Alarme na Quinta (PT) Alarme na Fazenda (BR)" Alarm on the Farm"                                               | Broni Likomanov | Sherri Stoner                          | 17 de novembro de 2017 18 de novembro de 2017               | 122                | 0.68                   |
| 23a | "Festas Felizes, Oh, Boa! (PT) Feliz Natal do Morro Legal! (BR)" Happy Hot Diggity Dog Holiday!"                | Phil Weinstein  | Mark Seidenberg                        | 1 de dezembro de 2017 24 de dezembro de 2017                | 123                | 0.84                   |
| 23b | "Ajudantes de Festas Felizes (PT) Natal do SOS Amigos (BR)" Happy Holiday Helpers!"                             | Broni Likomanov | Kim Duran                              | 1 de dezembro de 2017 24 de dezembro de 2017                | 123                | 0.84                   |
| 24a | "Uma Tarde de Doidos (PT) A Tarde de Verão Confusa (BR)" Hot Dog Daze Afternoon"                                | Phil Weinstein  | Craig Carlisle                         | 15 de janeiro de 2018 4 de abril de 2018                    | 124                | 1.09                   |
| 24b | "Ajudantes Superdoces (PT) SOS Amigos Doce (BR)" Super Sweet Helpers"                                           | Broni Likomanov | Kim Duran                              | 15 de janeiro de 2018 4 de abril de 2018                    | 124                | 1.09                   |
| 25a | "O Grande Rali de Rulotes de Comida (PT) O Grande Rally de Comida (BR)" The Grand Food Truck Rally"             | Phil Weinstein  | Kim Duran                              | 19 de fevereiro de 2018 5 de abril de 2018                  | 125                | 1.02                   |
| 25b | "Cuco La-La (PT) Cuco-La-La (BR)" Cuckoo La-La"                                                                 | Broni Likomanov | Kim Duran                              | 19 de fevereiro de 2018 5 de abril de 2018                  | 125                | 1.02                   |
| 26a | "Para e Já Foste! (PT) Máquinas Agitadas (BR)" Rockin' Roadsters!"                                              | Phil Weinstein  | Mark Drop                              | 23 de março de 2018 6 de abril de 2018                      | 126                | N/A                    |
| 26b | "Dia de Safari (PT) Safári, Tão Doce (BR)" Safari, So Goody"                                                    | Broni Likomanov | Mark Drop & Thomas Hart                | 23 de março de 2018 6 de abril de 2018                      | 126                | N/A                    |

### 2ª Temporada: Super Turbinado (2018-2019)
| #   | #2  | Títulos | Dirigido por    | Escrito por                | Estreias                                      | Código de produção | Audiência (em milhões) |
| --- | --- | --- | --------------- | -------------------------- | --------------------------------------------- | ------------------ | ---------------------- |
| 27a | 01a | "O Maior Roubo de Sempre (PT) O Maior Roubo de Todos os Tempos (BR)" The Biggest Heist Ever"                                                    | Phil Weinstein  | Mark Drop                  | 13 de abril de 2018 2 de julho de 2018        | 201                | N/A                    |
| 27b | 01b | "Hilda, a Aventureira (PT) Radicalizando a Hilda (BR)" Thrillin' Hilda"                                                                         | Broni Likomanov | Kim Duran                  | 13 de abril de 2018 2 de julho de 2018        | 201                | N/A                    |
| 28a | 02a | "Pára o Lazlo! (PT) Detenham Lazlo! (BR)" Stop Lazlo!"                                                                                          | Phil Weisntein  | Thomas Hart                | 4 de maio de 2018 9 de julho de 2018          | 202                | TBD                    |
| 28b | 02b | "O Concurso de Cães da Cidade Diversão (PT) O Show Canino do Morro Legal (BR)" The Hot Diggity Dog Show"                                        | Broni Likomanov | Sherri Stoner              | 4 de maio de 2018 9 de julho de 2018          | 202                | TBD                    |
| 29a | 03a | "O Dia Fedorento do Donald (PT) O Dia Fedido do Donald (BR)" Donald's Stinky Day"                                                               | Phil Weinstein  | Mike Kubat                 | 8 de junho de 2018 16 de julho de 2018        | 203                | TBD                    |
| 29b | 03b | "As Abelhinhas Caminhantes (PT) A Caminhada das Abelhas (BR)" The Hiking Honeybees"                                                             | Broni Likomanov | Mark Drop                  | 8 de junho de 2018 16 de junho de 2018        | 203                | TBD                    |
| 30a | 04a | "Rivais de Corrida (PT) Corrida de Rivais (BR)" Racing Rivals"                                                                                  | Phil Weinstein  | Mark Drop & Kim Duran      | 22 de junho de 2018 23 de julho de 2018       | 204                | TBD                    |
| 30b | 04b | "Ajudantes Infelizes (PT) SOS em Apuros (BR)" The Hapless Helpers"                                                                              | Broni Likomanov | Kim Duran                  | 22 de junho de 2018 23 de julho de 2018       | 204                | TBD                    |
| 31a | 05a | "A Corrida Pateta! (PT) Corrida Pateta! (BR)" The Goofy Race!"                                                                                  | Phil Weinstein  | Mark Drop                  | 29 de junho de 2018 30 de julho de 2018       | 205                | TBD                    |
| 31b | 05b | "Louca por Relógios de Cuco (PT) Cuco para o Relógio-Cuco (BR)" Cuckoo for Cuckoo Clocks!"                                                      | Broni Likomanov | Kim Duran                  | 29 de junho de 2018 30 de julho de 2018       | 205                | TBD                    |
| 32a | 06a | "As Bólidetes (PT) As Turbinetes (BR)" The Roadsterettes"                                                                                       | Phil Weinstein  | Robert Ramirez             | 20 de julho de 2018 15 de novembro de 2018    | 206                | TBD                    |
| 32b | 06b | "Um Dia Feliz (PT) Que Dia Feliz! (BR)" Oh Happy Day"                                                                                           | Broni Likomanov | Kim Duran                  | 20 de julho de 2018 16 de novembro de 2018    | 206                | TBD                    |
| 33a | 07a | "O Fantasma do Café (PT) / (BR)" Phantom of the Café"                                                                                           | Phil Weistein   | Mike Kubat                 | 3 de agosto de 2018 2 de dezembro de 2018     | 207                | TBD                    |
| 33b | 07b | "Cuco em Paris (PT) Cuco-Loca em Paris (BR)" Cuckoo in Paris"                                                                                   | Broni Likomanov | Kim Duran                  | 3 de agosto de 2018 2 de dezembro de 2018     | 207                | TBD                    |
| 34a | 08a | "Super-Turbinado! (PT) / (BR)" Super-Charged!"                                                                                                  | Phil Weinstein  | Mark Seidenberg            | 17 de agosto de 2018 5 de novembro de 2018    | 208                | TBD                    |
| 34b | 08b | "Super-Turbinado: O Rali Monstruoso do Mickey (PT) Super-Turbinado: O Rally Monstro do Mickey (BR)" Super-Charged: Mickey's Monster Rally"      | Broni Likomanov | Mark Seidenberg            | 17 de agosto de 2018 6 de novembro de 2018    | 208                | TBD                    |
| 35a | 09a | "Super-Turbinado: As Ajudantes da Estrela (PT) Super-Turbinado: SOS Amigos Pop Star (BR)" Super-Charged: Pop Star Helpers"                      | Phil Weinstein  | Mark Drop                  | 24 de agosto de 2018 7 de novembro de 2018    | 209                | TBD                    |
| 35b | 09b | "As 500 Milhas do Tico e do Teco (PT) A Corrida 500 do Tico e Teco (BR)" The Chip 'N Dale 500"                                                  | Broni Likomanov | Mark Drop                  | 24 de agosto de 2018 8 de novembro de 2018    | 209                | TBD                    |
| 36a | 10a | "O Concerto de Ukulele do Mickey (PT) O Encontro de Ukulele do Mickey (BR)" Mickey's Ukulele Jam"                                               | Phil Weinstein  | Mike Kubat                 | 28 de setembro de 2018 9 de novembro de 2018  | 210                | TBD                    |
| 36b | 10b | "Avô contra Avô (PT) Avô vs. Avô (BR)" Grandpa vs Grandpa"                                                                                      | Broni Likomanov | Kim Duran                  | 28 de setembro de 2018 12 de novembro de 2018 | 210                | TBD                    |
| 37a | 11a | "A Mansão Pateta (PT) Mansão Patetão (BR)" Goof Mansion"                                                                                        | Phil Weinstein  | Mike Kubat                 | 5 de outubro de 2018 31 de outubro de 2018    | 211                | TBD                    |
| 37b | 11b | "Uma Noite Misteriosa (PT) Um Jantar Cheio de Mistérios (BR)" A Doozy Night of Mystery"                                                         | Broni Likomanov | Elizabeth Stonecipher      | 5 de outubro de 2018 31 de outubro de 2018    | 211                | TBD                    |
| 38a | 12a | "As Fotografias da Margarida (PT) Ajudando a Fotografar (BR)" Daisy's Photo Finish!"                                                            | Broni Likomanov | Robert Ramirez             | 19 de outubro de 2018 13 de novembro de 2018  | 212                | TBD                    |
| 38b | 12b | "Super-Turbinado: O Grande Golo da Margarida (PT) Super-Turbinado: O Grande Gol da Margarida (BR)" Super-Charged: Daisy's Grande Goal"          | Phil Weinstein  | Mark Drop & Robert Ramirez | 19 de outubro de 2018 14 de novembro de 2018  | 212                | TBD                    |
| 39a | 13a | "Pluto e a Cadelinha (PT) Pluto e a Cachorrinha (BR)" Pluto and the Pup"                                                                        | Phil Weinstein  | Mike Kubat                 | 2 de novembro de 2018 4 de março de 2019      | 213                | TBD                    |
| 39b | 13b | "Sarilhos na Floochi's! (PT) Encrenca na Floochi's! (BR)" Trouble at Floochi's!"                                                                | Broni Likomanov | Kim Duran                  | 2 de novembro de 2018 4 de março de 2019      | 213                | TBD                    |
| 40a | 14a | "O Cinema do Pateta (PT) O Drive-In do Pateta (BR)" Goofy's Drive-In"                                                                           | Phil Weinstein  | Mark Drop                  | 9 de novembro de 2018 11 de março de 2019     | 214                | TBD                    |
| 40b | 14b | "O Rato de Ferro (PT) / (BR)" The Iron Mouse"                                                                                                   | Broni Likomanov | Mike Kubat                 | 9 de novembro de 2018 11 de março de 2019     | 214                | TBD                    |
| 41a | 15a | "A Grande Surpresa do Mickey (PT) / (BR)" Mickey's Big Surprise"                                                                                | Phil Weinstein  | Mark Drop                  | 16 de novembro de 2018 18 de novembro de 2018 | 215                | TBD                    |
| 41b | 15b | "Os Beagles (PT) Conheça os Beagles! (BR)" Meet the Beagles!"                                                                                   | Broni Likomanov | Kim Duran                  | 16 de novembro de 2018 18 de novembro de 2018 | 215                | TBD                    |
| 42a | 16a | "Aventura na Neve (PT) Deixe-se Levar pela Neve! (BR)" Snow-Go With the Flow"                                                                   | Phil Weinstein  | Mike Kubat                 | 30 de novembro de 2018 8 de dezembro de 2018  | 216                | TBD                    |
| 42b | 16b | "Ajudantes Felizes no Gelo! (PT) SOS Amigos no Gelo! (BR)" Happy Helpers on Ice!"                                                               | Broni Likomanov | Kim Duran                  | 30 de novembro de 2018 8 de dezembro de 2018  | 216                | TBD                    |
| 43a | 17a | "A Viagem à Neve (PT) Esquiando! (BR)" Ski Trippin'!"                                                                                           | Phil Weinstein  | Mike Kubat                 | 18 de janeiro de 2019 18 de março de 2019     | 217                | TBD                    |
| 43b | 17b | "Meu Querido Pete (PT) Meu Doce Bafo (BR)" My Fair Pete"                                                                                        | Broni Likomanov | Sherri Stoner & Kim Duran  | 18 de janeiro de 2019 18 de março de 2019     | 217                | TBD                    |
| 44a | 18a | "Super-Turbinado: O Grande Queijo (PT) Super-Turbinado: Caça ao Queijo (BR)" Super-Charged: The Big Cheesy"                                     | Phil Weinstein  | Mike Kubat                 | 15 de fevereiro de 2019 25 de março de 2019   | 218                | TBD                    |
| 44b | 18b | "As Amas Felizes! (PT) Diversões (BR)" Shenannygans!"                                                                                           | Broni Likomanov | Robert Ramirez             | 15 de fevereiro de 2019 25 de março de 2019   | 218                | TBD                    |
| 45a | 19a | "O Dia das Partidas (PT) Dia dos Bobos (BR)" You Quack Me Up"                                                                                   | Phil Weinstein  | Mark Drop                  | 29 de março de 2019 13 de agosto de 2019      | 219                | TBD                    |
| 45b | 19b | "Sarilhos na Casa da Árvore (PT) Encrenca na Casa na Árvore (BR)" Tree House Trouble"                                                           | Broni Likomanov | Kim Duran                  | 29 de março de 2019 14 de agosto de 2019      | 219                | TBD                    |
| 46a | 20a | "O Grande Prémio do Mickey (PT) O Grand Prix da Primavera do Mickey (BR)" Mickey's Spring Grand Prix"                                           | Phil Weinstein  | Mike Kubat                 | 5 de abril de 2019 12 de agosto de 2019       | 220                | TBD                    |
| 46b | 20b | "Minha Pequena Margarida (PT) Minha Margaridinha (BR)" My Little Daisy"                                                                         | Broni Likomanov | Jorjeana Marie             | 5 de abril de 2019 18 de novembro de 2019     | 220                | TBD                    |
| 47a | 21a | "O Dia da Super Diversão do Mickey (PT) Fantástico Dia no Campo do Mickey (BR)" Mickey's Fun-tastical Field Day"                                | Phil Weinstein  | Kim Duran                  | 17 de maio de 2019 15 de agosto de 2019       | 221                | TBD                    |
| 47b | 21b | "Super-Turbinado: Clarabela em Mooo-vimento! (PT) Super-Turbinado: Clarabela Pilotando! (BR)" Super-Charged: Clarabelle on the Mooo-ve!"        | Broni Likomanov | Robert Ramirez             | 17 de maio de 2019 16 de agosto de 2019       | 221                | TBD                    |
| 48a | 22a | "Super-Turbinado: Donald e a Fuga dos Bólides (PT) Super-Turbinado: Caça às Máquinas do Donald (BR)" Super-Charged: Donald's Roadster Round-Up" | Phil Weinstein  | Mike Kubat                 | 7 de junho de 2019 11 de novembro de 2019     | 222                | TBD                    |
| 48b | 22b | "A Dança da Margarida (PT) / (BR)" The Daisy Dance!"                                                                                            | Broni Likomanov | Kim Duran                  | 7 de junho de 2019 12 de novembro de 2019     | 222                | TBD                    |
| 49a | 23a | "Super-Turbinado: Dois Amigos Íntimos (PT) Super-Turbinado: Dois Amigos Chegados (BR)" Super-Charged: Two Close Friends"                        | Phil Weinstein  | Mark Drop                  | 14 de junho de 2019 13 de novembro de 2019    | 223                | TBD                    |
| 49b | 23b | "A Grande Noite do Sr. Bigby (PT) / (BR)" Mr. Bigby's Big Night"                                                                                | Broni Likomanov | Kim Duran                  | 14 de junho de 2019 18 de novembro de 2019    | 223                | TBD                    |
| 50a | 24a | "Missão Pateta (PT) Um Tesouro Pateta (BR)" Goof Quest"                                                                                         | Phil Weinstein  | Mike Kubat                 | 5 de julho de 2019 14 de novembro de 2019     | 224                | TBD                    |
| 50b | 24b | "O Drama dos Lamas (PT) Drama-Lhama (BR)" Llama Drama"                                                                                          | Broni Likomanov | Mike Kubat                 | 5 de julho de 2019 15 de novembro de 2019     | 224                | TBD                    |
| 51a | 25a | "Olá, Jinx! (PT) Trapalhadas da Jinx (BR)" Hi, Jinx!"                                                                                           | Phil Weinstein  | Kim Duran                  | 2 de agosto de 2019 18 de novembro de 2019    | 225                | TBD                    |
| 51b | 25b | "Ajudantes no Ferro-Velho do Pete (PT) SOS Ferro-Velho do Bafo (BR)" Pete's Junkyard Helpers"                                                   | Broni Likomanov | Mark Drop                  | 2 de agosto de 2019 18 de novembro de 2019    | 225                | TBD                    |

### 3ª Temporada: Mickey Mouse: Mix de Aventuras/Mickey Mouse: Vamos à Aventura (2019-2021)
| #   | #2  | Títulos                                                                                | Dirigido por                 | Escrito por                  | Estreias                                      | Código de produção | Audiência (em milhões) |
| --- | --- | -------------------------------------------------------------------------------------- | ---------------------------- | ---------------------------- | --------------------------------------------- | ------------------ | ---------------------- |
| 52a | 01a | "O Motor-Lab Misturado do Mickey (BR)" Mickey's Mixed-Up Motor Lab"                    | Phil Weinstein               | Mark Seidenberg              | 14 de outubro de 2019 12 de fevereiro de 2020 | 301                | TBD                    |
| 52b | 01b | "Ajudantes Desastradas (BR)" Wishy Washy Helpers"                                      | Broni Likomanov              | Thomas Hart                  | 14 de outubro de 2019 13 de fevereiro de 2020 | 301                | TBD                    |
| 53a | 02a | "Um Dia de Unicórnio! (BR)" One Unicorny Day!"                                         | Phil Weinstein               | Mark Drop                    | 15 de outubro de 2019 14 de fevereiro de 2020 | 302                | TBD                    |
| 53b | 02b | "SOS Cavalos (BR)" The Happy Horse Helpers!"                                           | Broni Likomanov              | Kim Duran                    | 15 de outubro de 2019 17 de fevereiro de 2020 | 302                | TBD                    |
| 54a | 03a | "Trapalhadas Animais (BR)" Animal Antics"                                              | Phil Weinstein               | Mike Kubat                   | 16 de outubro de 2019 18 de fevereiro de 2020 | 303                | TBD                    |
| 54b | 03b | "Aqui, Gatinho, Gatinho, Gatinho! (BR)" Here, Kitty, Kitty, Kitty!"                    | Broni Likomanov              | Mark Drop                    | 16 de outubro de 2019 19 de fevereiro de 2020 | 303                | TBD                    |
| 55a | 04a | "O Monster-Truck do Mickey! (BR)" Mickey's Monstrous Truck!"                           | Phil Weinstein               | Mark Drop                    | 17 de outubro de 2019 20 de fevereiro de 2020 | 304                | TBD                    |
| 55b | 04b | "A Casa de Veraneio da Minnie! (BR)" Minnie's Vacation Home!"                          | Broni Likomanov              | Kim Duran                    | 17 de outubro de 2019 21 de fevereiro de 2020 | 304                | TBD                    |
| 56a | 05a | "Misturando Por um Dia! (BR)" Mixed-Up for a Day!"                                     | Phil Weinstein               | Mark Drop                    | 18 de outubro de 2019 4 de maio de 2020       | 305                | TBD                    |
| 56b | 05b | "Princesa Clarabela (BR)" Princess Clarabelle!"                                        | Broni Likomanov              | Kim Duran                    | 18 de outubro de 2019 5 de maio de 2020       | 305                | TBD                    |
| 57a | 06a | "Um Casamento Indiano (BR)" A Gollywood Wedding!"                                      | Phil Weinstein               | Mark Drop                    | 25 de outubro de 2019 10 de fevereiro de 2020 | 306                | TBD                    |
| 57b | 06b | "Nada de Enrolar em Nova Délhi! (BR)" No Dilly Dally in New Delhi!"                    | Broni Likomanov              | Mike Kubat                   | 25 de outubro de 2019 11 de fevereiro de 2020 | 306                | TBD                    |
| 58a | 07a | "Corrida Divertida de Ação de Graças do Mickey! (BR)" Mickey's Thanksgiving Fun Race!" | Phil Weinstein               | Mark Drop                    | 1 de novembro de 2019 6 de maio de 2020       | 307                | TBD                    |
| 58b | 07b | "SOS Amigos no Dia de Ação de Graças (BR)" Happy Thanksgiving Helpers!"                | Broni Likomanov              | Kim Duran                    | 1 de novembro de 2019 7 de maio de 2020       | 307                | TBD                    |
| 59a | 08a | "Cuidado: Crianças Trabalhando! (BR)" Caution: Kids at Work!"                          | Phil Weinstein               | Mike Kubat                   | 8 de novembro de 2019 8 de maio de 2020       | 308                | TBD                    |
| 59b | 08b | "O Calmo e Barulhento Café dos Bichos (BR)" The Snoozy Doozy Pet and Breakfast!"       | Broni Likomanov              | Kim Duran                    | 8 de novembro de 2019 11 de maio de 2020      | 308                | TBD                    |
| 60a | 09a | "Cadê o Mickey? (BR)" Where's Mickey?"                                                 | Phil Weinstein               | Mike Kubat                   | 15 de novembro de 2019 12 de maio de 2020     | 309                | TBD                    |
| 60b | 09b | "Cucos no Morro Legal! (BR)" Cuckoo in Hot Dog Hills!"                                 | Broni Likomanov              | Kim Duran                    | 15 de novembro de 2019 13 de maio de 2020     | 309                | TBD                    |
| 61a | 10a | "Um Dia de Acampar (BR)" Campy Camper Day"                                             | Phil Weinstein               | Mike Kubat                   | 22 de novembro de 2019 14 de maio de 2020     | 310                | TBD                    |
| 61b | 10b | "A Peça do Dia do Fundadora (BR)" Founder's Day Flounder"                              | Broni Likomanov              | Kim Duran                    | 22 de novembro de 2019 15 de maio de 2020     | 310                | TBD                    |
| 62a | 11a | "Patetossauro! (BR)" Goofasaur!"                                                       | Phil Weinstein               | Mike Kubat                   | 13 de dezembro de 2019                        | 311                | TBD                    |
| 62b | 11b | "SOS Casa de Chá (BR)" Teahouse Helpers"                                               | Broni Likomanov              | Jorjeana Marie               | 13 de dezembro de 2019                        | 311                | TBD                    |
| 63a | 12a | "Papai Pluto (BR)" Papa Pluto"                                                         | Phil Weinstein               | Mike Kubat                   | 17 de janeiro de 2020 23 de março de 2020     | 312                | TBD                    |
| 63b | 12b | "SOS Presentes (BR)" Happy Valentine Helpers"                                          | Broni Likomanov              | Mark Drop                    | 17 de janeiro de 2020 12 de junho de 2020     | 312                | TBD                    |
| 64a | 13a | "Bafo Fedido (BR)" Petey O'Pete"                                                       | Phil Weinstein               | Mike Kubat                   | 21 de fevereiro de 2020                       | 313                | TBD                    |
| 64b | 13b | "Margarida Faz Isso! (BR)" Daisy Does It!"                                             | Broni Likomanov              | Kim Duran                    | 21 de fevereiro de 2020                       | 313                | TBD                    |
| 65a | 14a | "A Nova Casa de Rato do Mickey (BR)" Mickey's New Mouse House"                         | Phil Weinstein               | Mark Seidenberg              | 6 de março de 2020                            | 314                | TBD                    |
| 65b | 14b | "Festa do Pijama da Millie e Melody (BR)" Millie and Melody's Sleepover"               | Broni Likomanov              | Kim Duran                    | 6 de março de 2020                            | 314                | TBD                    |
| 66a | 15a | "Velho McMickey Têm uma Fazenda (BR)" Old McMickey Had a Farm"                         | Phil Weinstein e Jeff Gordon | Mark Seidenberg e Mike Kubat | 27 de março de 2020                           | 315                | TBD                    |
| 66b | 15b | "SOS Laboratório (BR)" Happy Lab Helpers"                                              | Broni Likomanov              | Mark Drop                    | 27 de março de 2020                           | 315                | TBD                    |
| 67a | 16a | "O Capacete Legal (BR)" Hard Hat Diggity Dog!"                                         | Phil Weinstein e Jeff Gordon | Mark Drop                    | 10 de abril de 2020                           | 316                | TBD                    |
| 67b | 16b | "SOS Arrepiante (BR)" Hair-Rasing Helpers!"                                            | Broni Likomanov              | Kim Duran                    | 10 de abril de 2020                           | 316                | TBD                    |
| 68a | 17a | "500 Milhas de Fast-Food do Donald (BR)" Donald's Fast Food 500"                       | Phil Weinstein               | Mark Drop                    | 5 de junho de 2020 9 de junho de 2020         | 317                | TBD                    |
| 68b | 17b | "SOS Amiguinhos (BR)" Mini Helpers"                                                    | Broni Likomanov              | Jorjeana Marie               | 5 de junho de 2020 9 de junho de 2020         | 317                | TBD                    |
| 69a | 18a | "Visualização da Flor de Cerejeira (BR)" Hanami Hijinks"                               | Phil Weinstein               | Mike Kubat                   | 3 de julho de 2020                            | 318                | TBD                    |
| 69b | 18b | "Harajuku do SOS Amigos (BR)" Happy Harajuku Helpers!"                                 | Broni Likomanov              | Mark Drop                    | 3 de julho de 2020                            | 318                | TBD                    |
| 70a | 19a | "O Colega de Quarto do Mickey (BR)" Mickey's Roommate"                                 | Jeff Gordon e Phil Weinstein | Mark Drop                    | 17 de julho de 2020                           | 319                | TBD                    |
| 70b | 19b | "O Arco-dizer da Minnie! (BR)" Minnie's Bow-tel!"                                      | Broni Likomanov              | Kim Duran                    | 17 de julho de 2020                           | 319                | TBD                    |
| 71a | 20a | "O Dia Desportivo do Mickey (BR)" Mickey's Sporty Day"                                 | Phil Weinstein               | Mike Kubat                   | 24 de julho de 2020                           | 320                | TBD                    |
| 71b | 20b | "Vai, Cachorros Chili! (BR)" Go, Chili Dogs!"                                          | Broni Likomanov              | Kim Duran e Mark Drop        | 24 de julho de 2020                           | 320                | TBD                    |
| 72a | 21a | "A Colheita Legal do Pateta (BR)" Goofy's Hot Dog Harvest"                             | Phil Weinstein e Jeff Gordon | Mike Kubat                   | 14 de agosto de 2020                          | 321                | TBD                    |
| 72b | 21b | "Filhote pra Você (BR)" Puppy Birthday to You!"                                        | Broni Likomanov              | Kim Duran                    | 14 de agosto de 2020                          | 321                | TBD                    |
| 73a | 22a | "Férias no Morro Legal (BR)" Holiday in Hot Dog Hills"                                 | Phil Weinstein e Jeff Gordon | Mark Drop                    | 11 de setembro de 2020                        | 322                | TBD                    |
| 73b | 22b | "Gatinho da SOS Amigos (BR)" Happy Kitty Helpers"                                      | Broni Likomanov              | Ashley Mendoza               | 11 de setembro de 2020                        | 322                | TBD                    |
| 74a | 23a | "Coisas Suficientes! (BR)" Enough Stuff!"                                              | Phil Weinstein e Jeff Gordon | Mark Drop                    | 18 de setembro de 2020                        | 323                | TBD                    |
| 74b | 23b | "A Exposição de Cavalos Legais (BR)" The Hippity Hop Horse Show"                       | Broni Likomanov              | Kim Duran                    | 18 de setembro de 2020                        | 323                | TBD                    |
| 75a | 24a | "O Mistério do Lago Legal (BR)" The Mystery of Hot Dog Lake!"                          | Phil Weinstein e Jeff Gordon | TBA                          | 2 de outubro de 2020 31 de outubro de 2020    | 324                | TBD                    |
| 75b | 24b | "Asa Fantasma (BR)" Phantom Wing"                                                      | Broni Likomanov              | TBA                          | 2 de outubro de 2020 31 de outubro de 2020    | 324                | TBD                    |
| 76a | 25a | "Mágica Enganada (BR)" Magic Tricked!"                                                 | TBA                          | TBA                          | 16 de outubro de 2020                         | 325                | TBD                    |
| 76b | 25b | "Arte para o Coração (BR)" Art From the Heart!"                                        | TBA                          | TBA                          | 16 de outubro de 2020                         | 325                | TBD                    |
| 77a | 26a | "Pato, Gansos de Pato (BR)" Duck, Duck Geese"                                          | TBA                          | TBA                          | 6 de novembro de 2020                         | 326                | TBD                    |
| 77b | 26b | "Psiiiu! (BR)" Shhhhh!"                                                                | TBA                          | TBA                          | 6 de novembro de 2020                         | 326                | TBD                    |
| 78a | 27a | "Parceiros com Cadeira de Rodas (BR)" Wheelchair Pals"                                 | TBA                          | TBA                          | 13 de novembro de 2020                        | 327                | TBD                    |
| 78b | 27b | "O Dia Super-Exigente Demais! (BR)" Super-Duper-Stitious Day!"                         | TBA                          | TBA                          | 13 de novembro de 2020                        | 327                | TBD                    |
| 79a | 28a | "O Passeio Selvagem do Pateta e Bafo (BR)" Goofy and Pete's Wild Ride"                 | TBA                          | TBA                          | 20 de novembro de 2020                        | 328                | TBD                    |
| 79a | 28b | "O Dia Mais Feliz de Todos! (BR)" The Happiest Day of All!"                            | TBA                          | TBA                          | 20 de novembro de 2020                        | 328                | TBD                    |
| 80a | 29a | "ASA (BR)" All Aboard the Hot Diggity Dog Express"                                     | TBA                          | TBA                          | 11 de dezembro de 2020 2021                   | 329                | TBD                    |
| 80b | 29b | "ASA (BR)" Flea-bee Jeebies"                                                           | TBA                          | TBA                          | 11 de dezembro de 2020 2021                   | 329                | TBD                    |
| 81a | 30a | "ASA (BR)" There Goes Our Fun!"                                                        | TBA                          | TBA                          | 1 de janeiro de 2021 dezembro de 2020         | 330                | TBD                    |
| 81b | 30b | "ASA (BR)" Don't Wake the Baby!"                                                       | TBA                          | TBA                          | 1 de janeiro de 2021 dezembro de 2020         | 330                | TBD                    |
| 82a | 31a | "ASA (BR)" Donald's Dilemma"                                                           | TBA                          | TBA                          | 22 de janeiro de 2021 dezembro de 2020        | 331                | TBD                    |
| 82b | 31b | "ASA (BR)" The Royal-ympics!"                                                          | TBA                          | TBA                          | 22 de janeiro de 2021 dezembro de 2020        | 331                | TBD                    |
| 83a | 32a | "ASA (BR)" Dale's New Pal"                                                             | TBA                          | TBA                          | 5 de fevereiro de 2021 dezembro de 2020       | 332                | TBD                    |
| 83b | 32b | "ASA (BR)" The Cuckoo Turnstyler"                                                      | TBA                          | TBA                          | 5 de fevereiro de 2021 dezembro de 2020       | 332                | TBD                    |
| 84a | 33a | "ASA (BR)" It's a Hap-Hap-Happy Hot Dog Hills!"                                        | TBA                          | TBA                          | 19 de fevereiro de 2021 dezembro de 2020      | 333                | TBD                    |
| 84b | 33b | "ASA (BR)" Happy Friend-iversary"                                                      | TBA                          | TBA                          | 19 de fevereiro de 2021 dezembro de 2020      | 333                | TBD                    |
| 85a | 34a | "ASA (BR)" Crooner Mickey"                                                             | TBA                          | TBA                          | 12 de março de 2021 dezembro de 2020          | 334                | TBD                    |
| 85b | 34b | "ASA (BR)" Once Upon A Lemonade Stand"                                                 | TBA                          | TBA                          | 12 de março de 2021 dezembro de 2020          | 334                | TBD                    |
| 86a | 35a | "ASA (BR)" Holi, By Golly"                                                             | TBA                          | TBA                          | 27 de março de 2021 dezembro de 2020          | 335                | TBD                    |
| 86b | 35b | "ASA (BR)" The Pink City"                                                              | TBA                          | TBA                          | 27 de março de 2021 dezembro de 2020          | 335                | TBD                    |